# 魔彈戰記龍劍道
魔彈戰記龍劍道（原名：魔弾戦記リュウケンドー，舊譯為魔彈戰記龍劍童），通稱龍劍道，為日本愛知電視台與松竹合作製演的科幻電視影集；亦是繼電光超人古立特後，特佳麗多美作為產品製造商的特攝片。東京電視系首播時間為日本時間每星期日07:00～07:30。台灣播出頻道為GTV戲劇台，首映時間為2007年8月16日起，每週一至五下午6:30～7:00。
該影集混合結合超級戰隊系列、假面騎士、宇宙刑事、超人力霸王等影集特點，屬舊式風格的特攝片。

## 故事簡介
曙光市，一個跟大部份城鎮一樣的城市，卻因為不明原因被魔物軍團邪礙者所盯上。
在魔物一向如常的在曙光市商店街破壞時，新任刑警鳴神劍二遇上了一個把魔物擊退的魔彈戰士 龍鎗王，並從商店街的居民口中得知關於其魔物以及負責對付他們的組織SHOT的存在。
接著在商店街出現了一頭強力的巨大魔物，而在因勇氣推動而和這魔物對抗的劍二面前，擊龍劍從天而降，並選上劍二，讓他成為魔彈劍士 龍劍王擊敗魔物。
自此以後，劍二以及SHOT成員共同對抗邪礙者的故事便展開了。

## 登場人物

### 魔彈戰士
魔彈戰士是指人類透過裝置魔彈龍核心的裝備變成的戰士。力量來自曙光市的魔法能量瓶（龍神王除外），以及魔彈之鑰。
腰部的右邊都有一個六邊形箱子，用作存放魔彈之鑰。變身完成時會大喊「＊＊王，神臨！」。
| 演員     | 角色                      | 代號                                                                                            | 台灣配音 |
| 山口翔悟 | 鳴神 剣二 なるかみ けんじ | 魔弾剣士リュウケンドー→魔弾剣士ゴッドリュウケンドー（究極魔弾剣士アルティメットリュウケンドー） | 賀宇傑   |

本劇中心人物，作為新任刑警而來到曙光市的青年，但因為警局人手嚴重不足的緣故所以亦要同時擔當巡警。
因被擊龍劍選上而加入SHOT，亦因為他本身屬跟魔物戰鬥的劍道流派：鳴神龍神流的繼承者的關係，所以很快便適應龍劍王的身份。
為人輕舉妄動，魯莽，易被騙；不過也是個滿懷正義感的熱血漢，對於作為“守護自己居住地方的英雄”有很強的自覺性。
對於面對女性這方面的才能稍微弱，十分害怕作為師姊兼未婚妻的西園寺海，指她「比妖魔更可怕」，另外還有小鈴。
| 配音     | 名字                  | 進化 | 台灣配音 |
| 野島健兒 | 擊龍劍 ゲキリュウケン | 擊龍劍/王神擊龍劍/究極擊龍劍 ゴッドゲキリュウケン（ゴッドゲキリュウケン・アルティメットモード〈アルティメットゲキリュウケン〉） |          |

作為劍二夥伴的劍，亦是龍劍王的變身道具兼武器。
平時雖然對劍二諸多勸告和跟他吵架，但內心早已把他當成夥伴。
在故事中盤被魔物克里哥布林奪去時一度失控，因吸收了麥格龍槍王和龍神王的能量，加上跟劍二的友情共鳴而進化成王神擊龍劍。
其魔彈龍核心在故事時間的數年前在歐洲遺跡被發掘的古文明遺產，不過丟失了大部分的記憶，但在故事後段恢復。
原形為太古時代的龍劍王尊者龍劍王。
| 演員 | 角色                            | 代號                                                                                            | 台灣配音 |
| 源   | 不動 銃四郎 ふどう じゅうしろう | 魔弾銃士リュウガンオー→魔弾銃士マグナリュウガンオー（究極魔弾銃士アルティメットリュウガンオー） |          |

SHOT所屬的第一位魔彈戰士，劍二的前輩兼搭檔。有一段時間因為剛龍槍毀壞的緣故而暫停擔任劍二的搭檔，並要他去找白波搭檔。
本身為警視廳刑警部搜查第一課所屬的刑警，但因和剛龍槍的同步率高而成為龍槍王，也因為這樣所以推理能力很高。
因劍二的關係，所以曙光市的居民都稱25歲的他為「不動大叔」，後他以龍加農威脅劍二才令這稱呼絕跡。
| 配音     | 名字                  | 進化                                                                              | 台灣配音 |
| 増谷康紀 | 剛龍槍 ゴウリュウガン | 剛龍槍/麥格剛龍槍/究極剛龍槍 マグナゴウリュウガン（アルティメットゴウリュウガン） |          |

作為不動夥伴的槍，亦是龍槍王的變身道具兼武器。
首個以現代科學的力量結合魔彈龍核心所製成的裝備。
性格端莊，對不動有著強烈的信賴。
後為龍槍王擋下血帝的攻擊而嚴重毀損，幸被都市安全保安局順利修復。
| 演員     | 角色                        | 代號                                                               | 台灣配音 |
| 黒田耕平 | 白波 鋼一 しらなみ こういち | 魔弾闘士リュウジンオー（究極魔弾闘士アルティメットリュウジンオー） |          |

中期登場，沉默寡言的男性，過去在英國長大。
其作為魔法博士兼魔彈龍開發者的父母在10年前的魔彈戰衣實驗事故中喪生（實為血帝的陰謀），因此最初把拜託他們開發魔彈龍的天地，以及SHOT抱有強烈的憎恨。
後經過魔法能量爐事件和跟突然復活的父母再遇後，決心為了大家而活，並與劍二和不動共同攜手對抗邪礙者，同時經過跟曙光市商店街的居民交流後，續漸亦露出笑容。
| 配音       | 名字                  | 進化                                                             | 台灣配音 |
| 小野坂昌也 | 斬龍刃 ザンリュウジン | 斬龍刃/究極斬龍刃 ザンリュウジン（アルティメットザンリュウジン） | 賀宇傑   |

作為白波夥伴的斧，亦是龍神王的變身道具兼武器，具有杖刃和弩弓兩種模式。
由白波從SHOT偷走的魔彈龍核心所製成的裝備。
有著多嘴多舌，自大的惡霸性格。
對香有好感。

### SHOT
- 左京 鈴（さきょう りん）井村空美飾/台灣；

SHOT曙市分部女成員，擔任系統操作員，警察署的身分為櫃台接待（隸屬於防犯課）。似乎對劍二有好感，只是不敢承認，而且還時常跟他打情罵俏。
- 瀬戸山 喜一（せとやま きいち）宮城健太郎飾

SHOT曙市分部成員，擔任魔法工程師。專門解讀光之教規書上所記載的教規文字和魔彈龍、魔彈鑰的調整及武器的開發。但事實上，瀨戶山對魔法也只算是一知半解，但他可使出一些低階的魔法。
多在基地擔任後勤工作，鮮少出來地面上活動。雖然個性有點畏畏縮縮，不過身為SHOT隊員有時也能表現出可靠的一面。
崇拜御廚博士，似乎對小鈴有好感。
- 天地 裕也（あまち ゆうや）清水圭飾/台灣；

SHOT曙市分部司令。

### 曙市警察署
- 高倉 律子（たかくら りつこ）仲程仁美飾/台灣；

女巡警，與市子搭檔。值勤時專注力高，但有時神經大條。將兩人執勤時駕駛的迷你巡邏車命名為「小吉忍號」，第一集即被破壞。
- 中崎 市子（なかざき いちこ）乙黑繪里飾/台灣；

女巡警，與律子搭檔，個性比律子還要酷。具有能達到警視廳SWAT等級的射擊能力。出生後的23年間，從來沒有被告白過，故事中期時，卻似乎愛上了深紅巨岩。
律子和市子是隸屬曙市警察署交通課的女警搭檔，充滿正義感的她們遇到魔物也不退縮。曾經與律子一起無視署長命令開槍，甚至散彈槍跟機關槍等的過激行為，但卻相當地遵守交通規則。
- 雪村 雄三郎（ゆきむら ゆうざぶろう）鷲巣吾朗飾/台灣；/香港：曾秉輝

警察署長。豬頭三人組之中位階最高卻也最怕事。據說年輕時也是一位充滿熱情與衝勁的熱血警察，但時間慢慢地消磨了他對警察執業的理想與抱負，而成了如今的軟弱性格。將魔物入侵的事情，丟給了SHOT全權負責，身為署長卻始終置身事外。
當魔彈戰士無法變身保護曙市時，曾因小町的鼓勵而挺身而出對抗魔物。和劍二一樣，少數能看到小町的人。興趣是釣魚。
- 花田 健一（はなだ けんいち）西村陽一飾/台灣；

刑事課長。豬頭三人組之一，當魔物襲擊時會讓其他兩人先走，有著犧牲小我的個性，三人組中較為可靠的一人。個性嚴厲，是鳴神和不動在署裡的直屬上司。
- 月岡 留七（つきおか りゅうしち）山崎海童飾/台灣；

交通課長。豬頭三人組之一。家中七兄弟排行老么。
- 駒走 徳治（こばしり とくじ）武田滋裕飾/台灣；賀宇傑

交通警察。有著軍人口氣，認真且熱愛曙市，責任感強。有一個妻子。
- 牛山 塩三（うしやま しおぞう）榎譲治飾/台灣；

巡警。身形稍胖。

### 曙市居民
- 野瀬 香（のせ かおり）佐藤寬子飾/台灣；

曙市萬人迷。經營「廣場花圃」花店的大美人，個性天然呆，但是深愛曙市的心意可不輸給任何人，尤其在居民們紛紛被變成遣使魔時，卻能保持著不被完全魔化的模樣便由此可見。靠著花道在武術大會奪下優勝，成了曙市自衛隊隊長。第50集知道龍劍王就是劍二。
雖然劍二對她極有好感，但始終將劍二當作普通朋友，似乎心向白波。完結篇送了花給白波。
- 豬俁 熊蔵（いのまた くまぞう）飯島大介飾/台灣；/香港：曾秉輝

經營「豬俁肉舖」的老闆。專賣魔物可樂餅，劍二的評語為「好吃是好吃啦，但好像少了一個味道」。
起初肉店被魔物襲擊破壞，而後重新開張，卻又被火燒掉，是個衰運連連的人。與劍二很投緣，時常找他到家裡吃飯，甚至過夜。
- 豬俁 邦子（いのまた くにこ）須永千重飾/台灣；

熊藏的妻子，在店裡負責炸可樂餅。韓流明星安東健的大粉絲。稱呼劍二為「小劍」。
- 鹿山 八五郎（しかやま はちごろう）うえだ峻飾/台灣；

知名的「曙漆」泥水匠達人。對於他的工作相當執著，即使魔物出現也絕不停止手邊的工作。
- 鹿山 為吉（しかやま ためきち）出口哲也飾/台灣；

八五郎的兒子。熱愛重金屬樂，是重金屬樂團的吉他手。
- 蝶野 富雄（ちょうの とみお）木村準飾/台灣；

「豚豚亭」拉麵屋老闆，似乎也對阿香有好感。
- 雅次郎（ガジロー）佐藤亮太飾/台灣；賀宇傑

於曙市寺廟協助雜務工作的男人。似乎不常在寺廟裡幫忙，反而常在豚豚亭或警察署等，到處溜達。曙市的孩子王，與劍二關係良好。
- 上野 佳子（うえの けいこ）久野真紀子飾/台灣；

家庭主婦，與兒子阿繁同住。相當熱愛電視劇裡的男主角「春彥」，後來竟將春彥投射到了不動身上，產生了情感。
- 上野 繁（うえの しげる）佐藤和也飾/台灣；

佳子的兒子。熱愛研究河童地藏的小學生。喜歡阿香姐姐。
- 姫野 美咲（ひめの みさき）しのへけい子飾/台灣；

家庭主婦，稱不動為「大叔」。兒子十分熱衷線上遊戲。和邦子一樣都是安東健的粉絲。
- 勅使河原 浩（てしがわら ひろし）加藤仁志飾/台灣；

曙市市長的獨生子，高大帥氣，氣質彬彬，沒有一絲大少爺傲氣。曾被小鈴所救而對她一見鍾情，甚至和小鈴相親，最後他發現小鈴已有心上人（劍二）而放棄。

### 其他人物
- 栗原 小町（くりはら こまち）細川文江飾/台灣；

曙市警察署裡的神祕白衣女幽靈。生前為一位女搜查官，因殉職成了幽靈。不知道為何，似乎只有劍二、擊龍劍以及雪村署長能看得到祂的身影及感覺祂的存在。特別照顧劍二。
曾因為過於頻繁出入現世，導致靈力消耗急遽，後回到靈界不斷修行強化靈力，一度還能具現化為實體（復活）到現世與魔物戰鬥。但是，為了拯救劍二而耗盡了祂所剩的靈力，導致最後完全沒有任何靈力。
故事終期時，仍出現使用靈力對抗魔物的情形，不過還是被渥姆博士識破並使其失去靈力。
- 西園寺 海（さいおんじ うみ）大久保綾乃飾/台灣；

鳴神龍神流派弟子，劍二的師姐，劍二稱她為「海師姐」，另一身分為劍二未婚妻。劍法高超，每次出現都能用木刀擊退遣使魔。為了看看劍二的情況而來到曙市，在龍劍王的戰鬥中，看透龍劍王的鳴神流起手式，明白了劍二的身分。
一度回到故鄉，但之後卻常出現在曙市。少數知道魔彈戰士真實身分的人。雖自稱劍二未婚妻，不過根據劍二回憶，似乎只有從前被教訓的噩夢，劍二對她只有恐懼沒有愛意（笑）。本人似乎察覺到這點，便轉而支持小鈴。
性格剛烈，曾經教訓過不動和白波。
大久保綾乃曾飾演2003年超級戰隊系列第27作《爆龍戰隊暴連者》飾演本多沙野加。
- 御厨博士（みくりや はかせ）白井良明飾/台灣；/香港：曾秉輝

故事中期登場。都市安全保護局．魔法技術開發部的魔法博士，瀨戶山喜一的偶像。熟知天地司令和白波過去的人。因為龍神王的出現，而從歐洲來到了日本。
- 古裝男子／尊者龍劍王（異装の男（本名不明） / マスターリュウケンドー）布川敏和飾/台灣；

故事終期登場。藉由光之教規書之力而暫時返回人類型態的王神擊龍劍，變成了古代魔彈戰士－尊者龍劍王（人類）。雖然沒有辦法使用鑰匙的力量，但是他的戰鬥力卻足以能擊退聖金淑女。
另外，必殺技的呈現與龍神王有所差異，是以打棒球的揮棒動作將能源球打擊出去的方式發動究極魔彈斬。在告訴劍二大魔王即將復活以及如何使用最強必殺技究極魔彈斬後，便回到了擊龍劍型態（不過擊龍劍並沒有變成人類的記憶）。
而後與大魔王的最終決戰之前，再度登場，而向劍二傳達完如何打倒大魔王的最終手段後，又回到了擊龍劍狀態（和之前不同，這次有著變成人類的記憶）。

## 魔人軍團邪礙者
出現在曙市作亂的魔物軍團。最大的目的在於透過魔物的侵略造成人們的恐懼及悲傷情緒，收集這些負面能量以便讓大魔王復活。從來不做殺害人類的事，因為要是把人類都殺光就收集不到負面能量了。
大魔王幽綠魔魂（大魔王グレンゴースト ）
邪礙者首領。太古之戰後，由於未被魔彈戰士完全消滅，便以「卵」的狀態存活至今，必須吸收大量負面能量以維持生命，同時也為了再度復活。
復活之時一度與邪礙者城同時被究極龍劍王毀滅，不料他以幼蟲體狀態成功復活，但外貌卻是畸形的，據御廚博士表示原因就在他尚處於卵時期就遭受究極龍劍王攻擊所導致。
在接下來的戰鬥中，幼蟲體又被究極龍劍王破壞，只留下靈魂，這時他與渥姆博士融合，擁有了人型化的肉體，其力量之強連劍二等人都不是對手，令劍二等人徹底敗北。雖然劍二被小町送回SHOT總部醫療、僥倖逃過一劫，但是不動和白波卻都遭到綁架，同時曙市居民也全都變成了遣使魔。最後由於魔法能量瓶活性化，進化為巨大蝴蝶一般的終極型態，但在最終決戰上被三位究極魔彈戰士的「九位一體攻擊」打敗，灰飛煙滅。
蝕月（月蝕仮面ジャークムーン／メカニムーン）城谷光俊聲/台灣：/香港：曾秉輝
邪礙者高級幹部，原本只是渥姆博士製造出來的一隻魔物。愛劍為月蝕之劍，使用黑暗月光劍術，絕招有「新月的戰刀」、「半月的戰刀」、「滿月的戰刀」等。視龍劍王為宿敵。秉持著劍士美學及原則，討厭卑怯的手段，但在戰鬥時從不手下留情。滿腦子都是力量，曾向渥姆博士坦承若大魔王不再擁有之前的力量時，便會將其打倒，也導致後來被渥姆博士與聖金淑女視為叛徒，遭到綁架並做為獻給大魔王的祭品。爾後在偽裝成帽子的血帝伯爵幫助下脫逃，但是肉體因正義的劍士之心和邪惡的魔物之心的糾結拉扯而開始幾近腐敗，在與龍劍王賭上劍士尊嚴中的對決敗陣而亡，不過贏得了尊重，並知道龍劍王就是劍二。
死後其遺骸和愛劍的一部份，被血帝回收並使用魔法機械加以改造，成為了擁有機械裝置的蝕月之名－「機月」而復活，而改造過後的機月純粹只是個被血帝所操控的戰鬥傀儡，力量亦比過去大增，曾先後遭受不動跟白波的三位一體攻擊，皆對他無效。
另外在大魔王被消滅後，意外地再度出現，作為邪礙者的餘黨登場。同時如願與龍劍王再次進行對決，這次除了勝負之外，更與劍二建立起超越敵我的情誼，也明瞭彼此的劍士之心，然而最後還是死去了。
渥姆博士（毒虫博士Dr.ウォーム）飯田孝男飾/台灣：
邪礙者高級幹部。負責將魔彈鑰放入熔爐裡生成魔物的瘋狂科學家，也是邪礙者的魔法工程師，跟瀨戶山對應。有時會與遣使魔到曙市大亂，但大多時間不參與戰鬥。前期與蝕月關係相當惡劣，亦被深紅巨岩外的幹部給看輕。對大魔王忠心耿耿，不惜一切只為了促成大魔王復活，因此即便其他幹部他看得不順眼，但因為他也能替大魔王蒐集負面能量，便睜一隻眼閉一隻眼。移動工具為小型飛碟。睡覺時會換上睡衣帽。
聖金淑女與血帝伯爵雙雙被消滅後，繼續指揮著遣使魔們好好保護大魔王不被魔彈戰士們消滅。雖然大魔王終究還是被究極龍劍王消滅，然而其靈魂卻還在，最後他就與大魔王的靈魂合體為其人型化肉體，當大魔王吸收魔法能量瓶之力時，其頭部從牠的腹部探了出來。
聖金淑女（黄金女王レディゴールド）田浦リオ飾/台灣：
中期登場，邪礙者唯一女性高級幹部，自稱邪礙者唯一的一點紅，曾於歐洲出沒。作戰能力遠比謀略能力要好，擁有能與龍神王加速招式「烈風」匹敵的高速移動能力，此高速能力也讓龍劍王等人吃盡苦頭。和血帝一樣都鄙視渥姆，每次出現都坐在渥姆博士的魔法熔爐上，令他傷透腦筋。具有一般模式和戰鬥模式（類似貓女的緊身裝），也能變成人類活動，曾開了間叫做「黃金虫」的天婦羅店，透過魔法力搜集曙市居民的負面能量，她也在此事件過後被不動視為宿敵。個性反覆無常，有時也會和其他幹部聯手進行她覺得有趣的作戰計畫。
由於體內有著「究極之鑰」，導致她擁有不管被打倒多少次多能夠瞬間再生的能力。在大魔王的復活之戰被不動和白波的聯手三位一體所攻擊，劍二趁此時奪走體內的鑰匙，導致無法再生，最後被不動消滅。
田浦リオ於本劇演完後即引退，目前已婚育有一子。
血帝伯爵（血煙伯爵ブラッディ）田中大文聲/台灣：
中期登場，邪礙者高級幹部，肉體由機械零件裝置組成的魔法使。武器為前方有鑽頭的「血帝鑽矛」。與渥姆博士為舊識。
初登場先是偽裝成一頂帽子幫助因背叛大魔王而被渥姆博士與聖金淑女綁架做為祭品的蝕月脫逃，接著就繼續觀看蝕月的身體狀況。並於蝕月死後現出原形，回收其肉體並改造成自己的手下－機月。
多年前曾在歐洲大亂，妨礙SHOT實驗並試圖奪取魔彈龍核心，並製造魔法爆炸成了害死白波父母的元兇，從此被白波視為宿敵。是高級幹部中最冷血無情的，總是執行相當殘暴且沒有任何憐憫之心的作戰，但相對實戰能力較差。為此，出戰時總是帶著機月在身邊護衛。
由於體內有著「究極之鑰」，導致他擁有不管被打倒多少次多能夠瞬間再生的能力。在大魔王幽綠魔魂的復活之戰被不動和白波的聯手三位一體所攻擊，劍二趁此時奪走體內的鑰匙，導致無法再生，最後被白波消滅。
深紅巨岩（岩石巨人ロッククリムゾン）堀之紀聲/台灣：
中期登場，邪礙者高級幹部，曾於澳洲出沒。平時沉默寡言，但是一聽到「笨蛋」「傻瓜」之類的言語，就會面紅耳赤而一發不可收拾地暴走。其龐大堅硬的岩石身軀能抵擋魔彈戰士的攻擊，有著壓倒性的怪力，以右肩的大砲「巨岩加農砲」和變成巨大岩石球的能力來進行大規模的破壞。邪礙者幹部中，和渥姆博士的感情最為深厚，是十幾年的老戰友，以「盟友」互相稱呼。曾化作一枚戒指與曙光市女巡警中崎 市子相愛。
體內有著三把「究極之鑰」其中的一把，其魔彈鑰的能力能提供核心礦石再生能源，因此起初深紅巨岩的再生能力使得魔彈戰士們相當困擾。
而後魔彈戰士三人輪番攻擊後，才發現核心礦石的能力，便由王神龍劍王趁深紅巨岩飛散的破片還沒再生時，奪走究極之鑰，並變身為究極龍劍王，接著他就這樣正式被消滅了。
魔物（魔獣）
渥姆博士藉由魔彈鑰及其魔法力所召喚出來的怪物。有著各式各樣外型，有高達數十公尺的巨像，亦有微小如蟲子之大小。魔物在曙市不斷引起大大小小的騷動，都是為了取得居民的負面能量以催生大魔王誕生。
機械魔物（魔的メカ）
邪礙者的機械戰力。血帝製造了含強化類型共三體的機械魔獸戰士。
遣使魔（遣い魔）
邪礙者的低階戰鬥兵，以劍為武器。紫色的身體帶有黃色條紋，頭部兩側有著像翅膀狀的突起物，以及令人毛骨悚然的單眼，但有時會做出滑稽的動作。由渥姆的魔力所生成，數量無上限。主要進行戰鬥和雜物。
遣使魔也有等級之分，能力出色者稱為「遣使魔人」，意為上級遣使魔，如幹部聖金淑女的三大女遣使魔親衛隊：嘉妮梅迪、尤露波、波芭絲，甚至擁有偽裝成人類的能力。另外還有血帝伯爵的機械遣使魔。上級遣使魔不管被打倒幾次，都能不斷復活，還能指揮調派一般遣使魔進行作戰。

## 魔彈戰士

### 魔彈劍士．龍劍王
鳴神劍二依靠擊龍劍變身而成的魔彈戰士。可使用魔彈之鑰變換三種型態。和龍鎗王、龍神王不同，其日文名稱用漢字寫會寫成「龍剣童」，意即尚未完全成長的戰士。

設計原意是「劍」和「西洋甲冑」，專用的了結台詞為「沉睡於黑暗的擁抱吧」。但在擊敗大魔王時，延長為「永遠沉睡於黑暗的擁抱吧」。
- 武裝型態

火炎龍劍王（ファイヤーリュウケンドー）
利用「火炎之鑰」之力進行「火炎武裝」而成的型態。威力出色，具有相當持久的耐熱攻擊特質。
波浪龍劍王（アクアリュウケンドー）
利用「波浪之鑰」之力進行「冰結武裝」而成的型態。機動性優異。
雷電龍劍王（サンダーリュウケンドー）
利用「雷電之鑰」之力進行「雷電武裝」而成的型態。各項能力皆為最強的型態，但其威力強大足以反噬著裝者。雷電龍劍王可與閃電雷鷹兵器模式「雷電之翼」合體，成為「雷翼龍劍王（サンダーウイングリュウケンドー）」。
- 武器

擊龍劍（ゲキリュウケン）
龍劍王主要武器，可藉由插入各種魔彈鑰而發揮其威力的劍。平時為輕型攜帶模式，配戴於劍二左腰側。能和魔彈匕首共鳴合體為「雙刃擊龍劍（ツインエッジゲキリュウケン）」。
魔彈之拳（マダンナックル）
魔彈戰士共通的拳套型武器，可使拳擊威力強化。招式「拳擊火花」就是以拳套放出約等於1000伏特電流的光衝擊波。
魔彈匕首（マダンダガー）
能和擊龍劍合為一體的短劍。中心部分可使出光之教規文字鎖鏈化制縛敵人之招式－「匕首螺旋鍊（ダガースパイラルチェーン）」。不過自從擊龍劍進化成王神擊龍劍之後就再也沒被使用過。
- 獸王

剛猛獅王（ブレイブレオン）
行走速度（載具模式）：1500km/h
獅子型獸王，具有勇氣之力。載具模式為三輪車型態的「獅王機車」。自尊心很高。
火炎金剛（ファイヤーコング）
猩猩型獸王，具有火炎之力。兵器模式為裝備重武器的「加農模式」。自尊心也很高，威力無比的牠卻會因一點小事而受傷。愛吃香蕉。
波浪巨鯊（アクアシャーク）
鯊魚型獸王，具有波浪之力。載具模式為滑板型態的「巨鯊衝浪板」。個性溫和，對人相當友好。
閃電雷鷹（サンダーイーグル）
飛行速度（飛翼模式）：15mach
老鷹型獸王，具有雷電之力。兵器模式為具飛行能力的「雷電之翼」。由於性格頑劣暴躁，而被封印在魔法能量瓶之中。
- 魔彈之鑰

龍劍之鑰（リュウケンキー）
用於進行「擊龍變身」為龍劍王。
終極之鑰（マダンファイナルキー）
用於發動魔彈斬。
獅王之鑰（レオンキー）
用於召喚獸王．剛猛獅王。
拳擊之鑰（ナックルキー）
用於召喚魔彈之拳。
匕首之鑰（ダガーキー）
用於召喚魔彈匕首。
火炎之鑰（ファイヤーキー）
炎屬性的魔彈之鑰。
火炎終極之鑰（ファイヤーファイナルキー）
炎屬性變化後的終極之鑰。能夠發動火炎斬。
金剛之鑰（コングキー）
用於召喚獸王．火炎金剛。
波浪之鑰（ファイヤーキー）
水屬性的魔彈之鑰。
波浪終極之鑰（ファイヤーファイナルキー）
水屬性變化後的終極之鑰。能夠發動冰結斬。
鯊魚之鑰（シャークキー）
用於召喚獸王．波浪巨鯊。
雷電之鑰（サンダーキー）
雷屬性的魔彈之鑰。
雷電終極之鑰（サンダーファイナルキー）
雷屬性變化後的終極之鑰。能夠發動雷鳴斬。
獵鷹之鑰（イーグルキー）
用於召喚獸王．閃電獵鷹。
- 必殺技

擊龍劍魔彈斬（ゲキリュウケン魔弾斬り）
龍劍王的基本必殺技。
三位一體．擊龍劍魔彈斬（三位一体・ゲキリュウケン魔弾斬り）
龍劍王、擊龍劍、剛猛獅王三者之心合而為一，所使出的魔彈斬延伸必殺技。初次使用的形式與之後的不全然相同。
雙刃擊龍劍．超魔彈斬（ツインエッジゲキリュウケン超魔弾斬り）
龍劍王使用雙刃擊龍斬後，所能發揮最強威力的魔彈斬擊。
擊龍劍火炎斬（ゲキリュウケン火炎斬り）
火炎龍劍王的魔彈斬延伸招式。以高達5000度的火焰斬擊敵人，也具有遠距離放射火炎的能力。
雙刃擊龍劍．超火炎斬（ツインエッジゲキリュウケン超火炎斬り）
火炎龍劍王使用雙刃擊龍劍後，所能發揮最強威力的火炎斬擊。
火炎加農（ファイヤーキャノン）
火炎龍劍王和火炎金剛（加農模式）合體後所施放的強力火炮攻擊。
擊龍劍冰結斬（ゲキリュウケン氷結斬り）
波浪龍劍王的魔彈斬延伸招式。斬擊時，能瞬間凍結及破壞對手，也可釋放廣域的冷凍氣體。
雙刃擊龍劍．超冰結斬（ツインエッジゲキリュウケン超氷結斬り）
波浪龍劍王使用雙刃擊龍劍後，所能發揮最強威力的冰結斬擊。（本作未使用）
擊龍劍雷鳴斬（ゲキリュウケン雷鳴斬り）
雷電龍劍王的魔彈斬延伸招式。
三位一體．擊龍劍雷鳴斬（三位一体・ゲキリュウケン雷鳴斬り）
雷電龍劍王、擊龍劍、閃電雷鷹三者之心合而為一，所使出的雷鳴斬延伸必殺技。雷翼龍劍王亦可使用。
雙刃擊龍劍．超雷鳴斬（ツインエッジゲキリュウケン超雷鳴斬り）
雷電龍劍王使用雙刃擊龍斬後，所能發揮最強威力的雷鳴斬擊。

#### 魔彈劍士．王神龍劍王
由鳴神劍二變身，龍劍王提升威力後的型態。
- 型態

爆炎龍劍王（バーニングリュウケンドー）
使用爆炎之鑰進行「超火炎武裝」後的型態。
雪暴龍劍王（ブリザードリュウケンドー）
使用雪暴之鑰進行「超冰結武裝」後的型態。
聖雷龍劍王（ライトニングリュウケンドー）
使用聖雷之鑰進行「超雷電武裝」後的型態。可與聖雷獵鷹飛翼模式合體為「聖雷飛翼龍劍王（ライトニングウイングリュウケンドー）」。
究極龍劍王（究極魔弾剣士アルティメットリュウケンドー）
使用究極之鑰進行「究極武裝」後，王神龍劍王究極進化之最終型態。由於其金黃色的外貌，因而被御廚博士戲稱為「黃金龍劍王」。
- 武器

王神擊龍劍（ゴッドゲキリュウケン）
擊龍劍進化後的大型武器。
王神擊龍劍．究極模式／究極擊龍劍（ゴッドゲキリュウケン・アルティメットモード／アルティメットゲキリュウケン）'
王神擊龍劍和究極之龍融合後的擊龍劍最終進化型態。具有劍、盾兩部分，也可組合成大型劍。究極龍劍王之武器。
- 獸王

王神獅王（ゴッドレオン）
- 行走速度（載具模式）：2200km/h

剛猛獅王的進化型態。載具模式為「王神機車」。
爆炎金剛（バーニングコング）
火炎金剛的進化型態。兵器模式為「爆炎加農」。新增兩門重力加農砲。
雪暴巨鯊（ブリザードシャーク）
波浪巨鯊的進化型態。載具模式為「雪暴滑板」。雪暴滑板模式時，左右兩翼魚鰭擁有發射冷凍氣體的能力。
聖雷獵鷹（ライトニングイーグル）
- 飛行速度（飛翼模式）：20mach

閃電雷鷹的進化型態。飛翼模式為「聖雷飛翼」。
究極之龍（アルティメットドラゴン）
究極龍劍王變身時出現的龍，從王神擊龍劍體內分離，亦可合而為一。
大神龍（ライジンリュウ）
- 行走速度（載具模式）：25mach

究極龍劍王所持有之聖龍型究極獸王。利用究極終極之鑰召喚的四隻獸王合體而成。載具模式為「大神龍機車」。
- 魔彈之鑰

王神龍劍之鑰（ゴッドリュウケンキー）
由龍劍之鑰變化而成的魔彈之鑰。劍二用於「擊龍變身」為王神龍劍王。
王神終極之鑰（ゴッドファイナルキー）
由終極之鑰變化而成的魔彈之鑰。用於發動「龍王魔彈斬」。
王神獅之鑰（ゴッドレオンキー）
由獅王之鑰變化而成的魔彈之鑰。用於召喚獸王·王神獅王。
爆炎之鑰（バーニングキー）
劍二感受到駒走想守護曙市（事實上，劍二曾誤會駒走和小鈴的關係）的熾熱之心而變化而成的魔彈之鑰。用於「超火炎武裝」進化為爆炎龍劍王。
爆炎金剛之鑰（バーニングコングキー）
由金剛之鑰變化而成的魔彈之鑰。用於召喚獸王·爆炎金剛。
爆炎終極之鑰（バーニングファイナルキー）
具有炎屬性的王神終極之鑰。用於發動「爆炎斬」。
雪暴之鑰（ブリザードキー）
感受到劍二和小町兩人想拯救對方之心情所變化而成的魔彈之鑰。用於「超冰結武裝」進化為雪暴龍劍王。
雪暴鯊之鑰（ブリザードシャークキー）
由鯊魚之鑰變化而成的魔彈之鑰。用於召喚獸王·雪暴巨鯊。
雪暴終極之鑰（ブリザードファイナルキー）
具有水屬性的王神終極之鑰。用於發動「爆冰斬」。
聖雷之鑰（ライトニングキー）
感染到劍二、不動、白波三人的友情而變化成的魔彈之鑰。用於「超雷電武裝」進化為聖雷龍劍王。
聖雷鷹之鑰（ライトニングイーグルキー）
由獵鷹之鑰變化而成的魔彈之鑰。用於召喚獸王·聖雷獵鷹。
聖雷終極之鑰（ライトニングファイナルキー）
具有雷屬性的王神終極之鑰。用於發動「爆雷斬」。
究極之鑰（アルティメットキー）
真究極之鑰分離後的其中一把，為太古時代魔彈戰士所使用。總數三把，分別存在於深紅巨岩、聖金淑女、血帝伯爵體內。根據光之教規書記載，如果沒有聚集三把就無法打倒大魔王，因此這是打倒大魔王的關鍵。
真究極之鑰（真アルティメットキー）
三把究極之鑰合體而成，不過外觀沒什麼差別。劇中也稱為究極之鑰。當大魔王幽綠魔魂被徹底消滅時，會同時跟著消失。
本身蘊藏著沉睡的力量，需配合魔法能量瓶才能發動。是打倒大魔王關鍵中的關鍵，根據尊者龍劍王表示，其沉睡的力量如果被釋放，其他兩位魔彈戰士也能變成究極模式，相對的大魔王也會變成終極型態。
究極終極之鑰（アルティメットアーチェリーファイナルキー）
能夠直接召喚獸王，用於發動三位一體．究極魔彈斬。
- 必殺技

王神擊龍劍．龍王魔彈斬（ゴッドゲキリュウケン龍王魔弾斬り）
王神龍劍王之必殺技。擁有魔彈斬100倍的威力。
三位一體．王神擊龍劍．龍王魔彈斬（三位一体・ゴッドゲキリュウケン龍王魔弾斬り）
王神龍劍王、王神獅王、王神擊龍劍三者合為一心所使出的龍王魔彈斬延伸技。
王神擊龍劍．爆炎斬（ゴッドゲキリュウケン爆炎斬り）
爆炎龍劍王所使用的火炎斬延伸技。是能釋放出高達7000度高溫的斬擊。
三位一體．王神擊龍劍．爆炎斬（三位一体・ゴッドゲキリュウケン爆炎斬り）
王神龍劍王、爆炎金剛、王神擊龍劍三者合為一心所使出的爆炎斬延伸技。
爆炎加農（バーニングキャノン）
爆炎龍劍王和爆炎金剛（加農模式）合體後的加農攻擊。
王神擊龍劍．爆冰斬（ゴッドゲキリュウケン爆氷斬り）
雪暴龍劍王所使用的冰結斬延伸招式。帶有強力冷凍氣體的斬擊。
三位一體．王神擊龍劍．爆冰斬（三位一体・ゴッドゲキリュウケン爆氷斬り）
王神龍劍王、雪暴巨鯊、王神擊龍劍三者合為一心所使出的爆冰斬延伸技。
王神擊龍劍．爆雷斬（ゴッドゲキリュウケン爆雷斬り）
聖雷龍劍王所使用的雷鳴斬延伸招式。擁有1000萬伏特威力的斬擊。
三位一體．王神擊龍劍．爆雷斬（三位一体・ゴッドゲキリュウケン爆雷斬り）
王神龍劍王、聖電雷鷹、王神擊龍劍三者合為一心所使出的爆雷斬延伸技。聖雷飛翼龍劍王亦曾使用。
三位一體．究極擊龍劍．究極魔彈斬（三位一体・ゴッドゲキリュウケン・アルティメットモード（アルティメットゲキリュウケン）究極魔弾斬り）
究極龍劍王、大神龍、究極擊龍劍三者合為一心所使出的究極龍劍王必殺技。
九位一體．究極擊龍劍．究極魔彈斬（九位一体・ゴッドゲキリュウケン・アルティメットモード（アルティメットゲキリュウケン）究極魔弾斬り）
三位究極魔彈戰士同時使出三位一體攻擊的最強大必殺技。由於其耗費究極之鑰魔力過於龐大，每隔百年才能使用一次。在本故事中，劍二以此招徹底消滅大魔王。

### 魔彈槍士．龍鎗王
不動銃四郎依靠剛龍槍變成的魔彈戰士。根據不動本人的思考，才進行魔彈鑰的替換。其日文名稱用漢字寫會寫成「龍銃王」。

設計原意是「槍」和「金屬英雄」，專用的了結台詞為「The end」。
- 武器

剛龍鎗（ゴウリュウガン）
龍鎗王的主要武器。
魔彈之拳（マダンナックル）
魔彈戰士共通的拳套型武器。和龍劍王相同，亦能使出拳擊火花。
- 獸王

破擊狼王（バスターウルフ）
行走速度（載具模式）：1700km/h
野狼型態獸王，具有友情之力。載具型態為「狼王機車」。
- 魔彈之鑰

龍鎗之鑰（リュウガンキー）
用於進行「剛龍變身」為龍鎗王。
鎗擊之鑰（ショットキー）
用於發射龍鎗擊。
野狼之鑰（ウルフキー）
用於召喚獸王·破擊狼王。
拳擊之鑰（ナックルキー）
用於召喚魔彈之拳。
加農終極之鑰（キャノンファイナルキー）
用於發射龍加農。
- 必殺技

龍鎗擊（ドラゴンショット）
剛龍鎗10秒內發射100發光彈的連射技。在未變身時使用，會造成身體負擔。
龍加農（ドラゴンキャノン）
剛龍鎗必殺技，一發龍加農的威力等同於龍鎗擊100倍的驚人威力。習得龍加農原本需要一個月時間，但不動卻在非人的訓練下僅花半天時間學會控制射程距離。

#### 魔彈銃士．麥格龍鎗王
由不動銃四郎變身，龍鎗王威力提升後的型態。
- 型態

究極龍鎗王（究極魔弾銃士アルティメットリュウガンオー）
麥格龍鎗王得到魔法能量瓶之力後，究極進化之最終型態。
- 武器

剛龍鎗（ゴウリュウガン）
分析能力和連射力較龍鎗王時間大幅提升，沒有鎗擊之鑰也能發動龍鎗擊。剛龍鎗可與魔彈麥格藉由終極之鑰合體成「麥格剛龍鎗（マグナゴウリュウガン）」。
究極剛龍鎗（アルティメットゴウリュウガン）
剛龍鎗的最終進化型態。能在10秒內連發500枚光彈。
魔彈麥格（マダンマグナム）
不動變身為麥格龍鎗王時，會同時召喚的小型槍。具有連射能力，也能變為劍擊模式。
- 獸王

麥格狼王（マグナウルフ）
- 行走速度（載具模式）：2300km/h

破擊狼王的進化型態。載具模式為「麥格機動車」。新增兩門長程加農砲。
究極狼王（アルティメットウルフ）
麥格狼王的最終進化型態。
- 魔彈之鑰

麥格龍鎗之鑰（マグナリュウガンキー）
銃四郎用於進行「剛龍變身」為麥格龍鎗王。
麥格終極之鑰（マグナファイナルキー）
用於發動麥格龍加農。
麥格狼之鑰（マグナウルフキー）
用於召喚獸王．麥格狼王。
究極之鑰（アルティメットキー）
正體究極之鑰分離後的其中一把。
究極加農之鑰（アルティメットキャノンファイナルキー）
用於發動究極龍加農。
- 必殺技

麥格龍加農（マグナドラゴンキャノン）
麥格龍鎗王的必殺技。威力是龍加農的100倍。
三位一體．麥格龍加農（三位一体・マグナドラゴンキャノン）
麥格龍鎗王、麥格狼王、麥格剛龍鎗三者一心所使出的麥格龍加農延伸招式。
雙重鎗擊（ダブルショット）
麥格龍鎗王同時使用剛龍鎗和魔彈麥格的雙槍連射招式。
究極龍加農（アルティメットドラゴンキャノン）
使用究極剛龍鎗可發動，究極龍鎗王的必殺技。最終戰，在究極龍劍王發動九位一體時使用。

### 魔彈鬥士．龍神王
白波鋼一依靠斬龍刃變身而成的魔彈戰士。故事中前期登場。其日文名稱用漢字寫會寫成「龍刃王」。

另外，從登場時使用的鑰匙就已是跟王神龍劍王與麥格龍鎗王一樣的白色鑰匙這點來看，似乎跟前兩者一樣已是力量強化過的姿態的樣子。
設計原意是「斧」和「骷髏」，專用的了結台詞為「勝負已定」。
- 型態

究極龍神王（究極魔弾闘士アルティメットリュウジンオー）
龍神王得到魔法能量瓶之力後，究極進化之最終型態。
- 武器

斬龍刃（ザンリュウジン）
龍神王專用武器。除了可透過魔彈之鑰發揮力量外，斬龍刃也具有雙刃長斧（一般）模式和飛箭模式。平時為輕型攜帶模式，配戴於白波右手上。
究極斬龍刃（アルティメットザンリュウジン）
斬龍刃的最終進化型態。長斧模式可揮出帶有雷電的斬擊，飛箭模式能射出威力增強十倍的光箭。
魔彈之拳（マダンナックル）
魔彈戰士共通拳套型武器。招式為拳擊火花。
- 獸王

三角夜影（デルタシャドウ）
- 飛行速度（飛翼模式）：15mach／行走速度（載具模式）：2200km/h

烏鴉型獸王，具有智慧之力。除了獸王模式外，另有飛翼模式「夜影之翼」和載具模式「夜影機車」。
究極夜影（アルティメットシャドウ）
三角夜影的最終進化型態。
- 魔彈之鑰

龍神之鑰（リュウジンキー）
用以進行「斬龍變身」為龍神王。
夜影之鑰（シャドウキー）
用以召喚獸王．三角夜影。
拳擊之鑰（ナックルキー）
用以召喚魔彈之拳。
亂擊終極之鑰（アックスファイナルキー）
用於發動斬龍刃亂擊。
亂舞終極之鑰（アーチェリーファイナルキー）
用於發動斬龍刃亂舞。
究極之鑰（アルティメットキー）
正體究極之鑰分離後的其中一把。
究極亂擊之鑰（アルティメットアックスファイナルキー）
用於發動究極亂擊。本作未使用。
究極亂舞之鑰（アルティメットアーチェリーファイナルキー）
用於發動究極亂舞。最終戰，在究極龍劍王發動九位一體時使用。
- 必殺技

斬龍刃亂擊（ザンリュウジン乱撃）
龍神王的基本必殺技，是由斬龍刃（一般模式）所發動。
三位一體．斬龍刃亂擊（三位一体・ザンリュウジン乱撃）
龍神王、三角夜影（飛翼模式）、斬龍刃（一般模式）三者一心所使出的亂擊延伸技。影翼龍神王也曾使用。
斬龍刃亂舞（ザンリュウジン乱舞）
龍神王的基本必殺技，是由斬龍刃（飛箭模式）所發動。（本作未使用）
三位一體．斬龍刃亂舞（三位一体・ザンリュウジン乱舞）
龍神王、三角夜影（載具模式）、斬龍刃（飛箭模式）三者一心所使出的亂舞延伸技。
烈風（烈風）
龍神王高速移動時的招式，在移動時亦可攻擊敵人，其速度可達5馬赫。有時稱作「疾風」。延伸招式為「烈風刃」。
斬龍刃．究極亂擊（ザンリュウジン究極乱撃）
使用究極斬龍刃（長斧模式）可發動，究極龍神王的必殺技。本作未使用。
斬龍刃．究極亂舞（ザンリュウジン究極乱舞）
使用究極斬龍刃（飛箭模式）可發動，究極龍神王的必殺技。最終戰，在究極龍劍王發動九位一體時曾使用。

## 用語
魔彈之鑰（マダンキー）
具有魔法之力的「鑰匙」，善惡雙方都以此為名，也都會使用。但是，最初的魔彈之鑰在邪礙者手上，魔彈戰士們需打倒魔物才能回收其體內的鑰匙。魔彈之鑰有好有壞，有時回收的魔彈之鑰未必能成為魔彈戰士的裝備。
將回收的魔彈之鑰放在SHOT基地的魔法發動機上進行調整，光之教規書將會解開鑰匙封印，新的咒語也會浮現（通常解釋該鑰匙之特性），並由瀨戶山解讀教規文字，有時也會有無法解讀的狀況。
劍二曾將尚未調整的魔彈之鑰直接插入擊龍劍裡，卻發生小爆炸導致擊龍劍短暫休克無法進行變身。
龍劍王、龍鎗王使用的魔彈之鑰為灰色鑲黑邊，龍神王、麥格龍鎗王、王神龍劍王使用的魔彈之鑰為灰色鑲白邊，究極之鑰則是完全的金黃色。另外，究極之鑰因其顏色的緣故，被渥姆博士稱之為「黃金之鑰」。
SHOT
全名Shoot Hell Obduracy Trooper，即為「對魔戰特別機動部隊」簡稱。隸屬都市安全保護局，負責與魔物對抗之特別組織，基地位於警察署地下以掩人耳目。警察署員和居民都知道SHOT組織的存在，並能幫他們除去魔物，但除此之外一無所知。SHOT作為秘密組織的理由為，魔物、魔法等超自然層面的概念無法量化，導致無法提供正確的抗魔經費及計畫，只得秘密進行。
SHOT基地為了預防敵人的攻擊，以四處魔法力石碑做為結界，掩飾其位置。一旦結界石碑遭到破壞，將導致魔法發動機的魔法力外漏，也可能因此被邪礙者發現基地所在位置。
魔法發動機（魔法発動機）
設置於SHOT基地內的特殊機器，由核心與光之教規書為中心所構成。用於魔彈之鑰的調整與分析、魔彈龍的整備以及物質的傳送。SHOT直屬的魔彈戰士（龍劍王、龍鎗王）的魔法力是與發動機連動的，一旦發動機發生暴走或遭到破壞，連帶的會失去變身的力量。魔法發動機也可說是SHOT組織的核心。由於白波是使用獨自開發的魔彈龍（斬龍刃）進行變身，因此其魔法力並不與發動機連動，即使發動機暴走，也不會對龍神王有任何影響（亦不會喪失變身能力）。
魔彈戰士（魔弾戦士）
持有自我意識武器和使用魔彈之鑰，劍二、銃四郎和鋼一三人變身後的正義英雄統稱。SHOT組織開發用以對抗魔物的王牌。
獸王（獣王）
支援各魔彈戰士的靈獸，是和龍之戰士一同作戰保衛地球的精靈。除了動物模式，也有著載具模式、兵器模式以及飛翼模式。
魔彈龍（魔弾龍）
魔法和現代科學融合後的武器類總稱，即擊龍劍、剛龍鎗、斬龍刃。魔彈龍會選擇能與自身產生共鳴的人做為搭檔（魔彈戰士）。魔彈龍中的龍之本體稱為「魔彈龍核心」，相當於魔彈龍的頭腦和心臟，也是所有魔法的起源。
魔彈龍核心可透過魔法力的高輸出力壓縮再生，再載入武器之中，成為能釋放強大威力力的魔彈龍（武器）。而當魔彈龍被破壞時，只要保持核心完好無缺，就可進行魔彈龍再生（一旦再生作業開始，便無法中途停止）。
白波父母是魔彈龍再生研究的先驅，現在則由御廚博士銜命接手。
終極破壞（ファイナルブレイク）
插入終極之鑰後使出的必殺技總稱。擊龍劍、剛龍鎗和斬龍刃皆同。
三位一體攻擊（三位一体攻撃）
魔彈戰士、魔彈龍、獸王三者的心合而為一所使用的必殺技總稱。威力是所有招式中最強大的。故事後半部使用頻率較前半部來得高。
最終戰時，出現了三個究極魔彈戰士九位一體的總攻擊。
能源力場／魔法能量瓶（パワースポット）
曙市中一處蘊含大量魔力的場所，現以大樓作為掩飾。在SHOT基地裡無法調整的魔彈鑰，可在能源力場作調整，但有著未知的危險性（閃電雷鷹曾被封印在此）。能源力場的能量足夠讓魔彈戰士變成究極型態；反之，大魔王亦可變化成終極型態。
世界各地都有著能源力場，位於歐洲的能源力場則是遭到暴亂的龍神王所破壞。能源力場遭到破壞後釋放的龐大魔力，足以剷平方圓數十公里內的城鎮。
負面能量（マイナスエネルギー）
由人類的負面情緒：恐懼、悲傷、不安、忌妒等等，轉換為能源體的代名詞。以團狀紫色瓦斯氣表示負面能量。當負面能量從人體釋放後，會帶來疲倦感以及集中力下降的後遺症。此能量一直以來都由渥姆博士收集。
負面能量是大魔王幽綠魔魂復活所需的營養來源，這也是邪礙者侵略曙市的目的，所以邪礙者都不曾派遣魔物到曙市濫殺無辜，因為要是把人類都殺光就收集不到負面能量了。曾變成如天婦羅般的固體狀。
光之教規書（光のカノン書）
自太古時期便傳承下來，具有神秘力量的魔法書籍，持有者為魔法工程師瀨戶山。從過去、現在到未來，似乎記載了人類的所有歷史，何時何地何人撰寫並無歷史考證。
光之教規書平時收納於SHOT基地裡的魔法發動機。魔法工程師瀨戶山吟唱咒文時，將教規書之力用以調整魔彈戰士力量來源的魔彈之鑰，甚至會出現教規文字表明鑰匙的原意。
黑暗教規書（闇のカノン書）
和光之教規書相同，亦從太古時期傳承至今，持有者為渥姆博士。裡面似乎記載了有關復活大魔王的事項。
教規文字（カノン文字）
光及黑暗教規書上的古代文字，不屬於地球上任何文化、文字、語系。瀨戶山僅能看懂些微教規文字。記載了魔彈戰士的裝備以及召喚獸王時的魔法陣。
曙市（あけぼの町）
本作虛構的日本城市。居民都是些與世無爭的一般老百姓，有著濃厚的鄉村風情。曙市的道路呈五芒星狀，背山面海。城市的入口是條大橋，有輛「曙市接駁巴士」可載送訪客進入到曙市。
在劍二來到曙市的半年前，在工地現場發現了能源力場的遺跡後，邪礙者所造成的各式各樣的騷動相當令曙市居民無奈。但居民們個個天性樂觀開明，化危機為轉機，將魔物商品化來賺錢，努力地生活著。
片中亦有著相當多屬於曙市的原創商品，甚至還有座和東京鐵塔一模一樣的「曙市鐵塔」，還一度被邪礙者改造成移動要塞。
曙市警察署（あけぼの署）
以昭和時代留下的舊建築為址，警察署的大廳是居民平常聚會的場所，似乎沒有什麼正當用途（汗），也販售魔物商品。署裡人力相當不足，相對居民也無信賴感。
河童地藏（カッパ地蔵）
河童造型守護神石像，曙市隨處可見。手上拿著黃瓜。據說，邊念著Bereke Bereke邊撫摸石像的頭就能實現心中願望。
Bereke Bereke（ベレケベレケ）
一種咒語。曙市居民將其用於祈禱願望成真；邪礙者中，則有渥姆博士邊念誦咒文邊利用魔法生成魔物，以及聖金淑女施展魔法時也會念誦。
太古之戰（古代の戦い）
太古時期古代魔彈戰士與邪礙者的戰鬥，結果雙方打成平手，大魔王幽綠魔魂變成卵的模樣，古代魔彈戰士失去力量後便與光之龍進行合體，各自變成了魔彈龍的核心轉世投胎，成了新一代魔彈戰士的助力，也就是現今的王神擊龍劍、剛龍鎗與斬龍刃。

## 音樂

### 片頭曲
亦用於插入曲。
『魔弾戦記リュウケンドー』（第1話 - 第29話、第29話及び第52話のED）
- 詞・作曲：磯崎健史／編曲：家原正樹／歌：北谷洋

最終話時，白井良明（飾演御廚博士）特別秀了一段吉他版本。
『GO! リュウケンドー』（第30話 - 第52話）
- 詞・作曲：磯崎健史／編曲：高野康宏／歌：大槻ケンヂ

### 片尾曲
『EVERYBODY GOES』（第1話 - 第13話）
- 詞・作曲：有原雅人／編曲：岡野ハジメ＆D.I.E／歌：相川七瀨

『ビューティフル』（第14話 - 第28話）
- 詞・作曲：柴野真理子／編曲：不明／歌：しばのまり子

『Prism of Eyes』（第30話 - 第39話）
- 詞：上田起士／作曲：島崎貴光／編曲：中西亮輔／歌：MAX

『ずっとずっとずっと』（第40話 - 第51話）
- 詞・作曲：柴野真理子／編曲：不明／歌：しばのまり子

## 各集標題
以下時間以當地時間（日本時間）為準。
| 播放日期   | 話數 | 原文／中文標題                                                   | 登場魔物 | 腳本       | 監督       |
| 2006/1/8   | 01   | これがヒーローだ! （這就是英雄！）                               | 魔獣レプトリリックス（嗜鐵魔獸雷布多力克斯）                                                                           | 武上純希   | 原田昌樹   |
| 2006/1/15  | 02   | 燃えろ!炎になれ! （燃燒吧！化成烈焰！）                          | 植物魔獣ギガフラワー（植物魔獸巨大妖花）                                                                               | 武上純希   | 原田昌樹   |
| 2006/1/22  | 03   | 走れ!百獣の王 （跑吧！百獸之王）                                 | 装甲車ビッグジャマンカー（巨型裝甲車）                                                                                 | 豬爪慎一   | 川崎鄉太   |
| 2006/1/29  | 04   | 氷結武装!アクアリュウケンドー! （冰結武裝！波浪龍劍王）          | ツカイマスター（遣使魔人x2）                                                                                           | 武上純希   | 川崎鄉太   |
| 2006/2/5   | 05   | あいつがライバルだ （這傢伙是我的勁敵）                          | － | 川崎裕之   | 辻野正人   |
| 2006/2/12  | 06   | 一撃必勝ドラゴンキャノン （一擊必勝 龍加農）                     | 魔獣バルンガンマ（氣球魔獸巴隆干瑪）                                                                                   | 川崎裕之   | 辻野正人   |
| 2006/2/19  | 07   | 召喚!ゴリラ獣王 （召喚！大猩猩獸王）                             | 魔獣メガノーマ（重力魔獸百萬啞鈴）                                                                                     | 大西信介   | 原田昌樹   |
| 2006/2/26  | 08   | 水にひそむ魔 （隱藏在水中的魔物）                                | 魔獣エドノイド（毒水魔獸艾德依多）                                                                                     | 大西信介   | 原田昌樹   |
| 2006/3/5   | 09   | 響け、友情の鐘 （響吧！友情的鐘聲）                              | 魔獣ヴァルダーク（巨像魔獸魔像）                                                                                       | 豬爪慎一   | 清水厚     |
| 2006/3/12  | 10   | 西から来た怪物 （西方來的怪物）                                  | 魔獣アノマロカリス（古代魔獸亞諾馬卡里斯xN）                                                                           | 武上純希   | 清水厚     |
| 2006/3/19  | 11   | サンダーキーの力 （雷電之鑰的力量）                              | エレムーン（雷月，蝕月的分身）                                                                                         | 岡野勇氣   | 川崎鄉太   |
| 2006/3/26  | 12   | 禁断の発動!サンダーリュウケンドー! （禁忌的發動！雷電龍劍王）    | － | 武上純希   | 川崎鄉太   |
| 2006/4/2   | 13   | 時を超えためぐり逢い （超越時空的邂逅）                          | － | 豬爪慎一   | 岡秀樹     |
| 2006/4/9   | 14   | 新たなる敵 （新的敵人）                                          | 巨大リュウケンドー（巨大龍劍王）                                                                                       | 武上純希   | 辻野正人   |
| 2006/4/16  | 15   | 闇にうごめく恐怖 （蠢動於黑暗中的恐懼）                          | 魔獣レプトリリックス2（嗜鐵魔獸雷布多力克斯二世）                                                                      | 豬爪慎一   | 辻野正人   |
| 2006/4/23  | 16   | 敵か?仲間か? （敵人還是夥伴？）                                  | シノビ遣い魔（忍遣使魔）                                                                                               | 川崎裕之   | 辻野正人   |
| 2006/4/30  | 17   | 悪夢はいかが? （想不想做惡夢？）                                 | － | 川崎裕之   | 原田昌樹   |
| 2006/5/7   | 18   | 封印されし翼!サンダーイーグル! （封印之翼！閃電雷鷹）            | － | 武上純希   | 原田昌樹   |
| 2006/5/14  | 19   | 復活の魔 （惡魔復活）                                            | 魔獣ビヨンダーク（惡靈魔獸比翁塔克）                                                                                   | 大西信介   | 原田昌樹   |
| 2006/5/21  | 20   | 不動サン受難の日 （不動大叔的受難日）                            | 魔物グッケス（竊盜魔物古卡斯）                                                                                         | 大西信介   | 辻野正人   |
| 2006/5/28  | 21   | さらば月光の剣士 （再會了，月光劍士）                            | － | 川崎裕之   | 辻野正人   |
| 2006/6/4   | 22   | ご町内武道大会 （曙市武術大會）                                  | － | 川崎裕之   | 辻野正人   |
| 2006/6/11  | 23   | 宇宙からの訪問者 （宇宙來的訪客）                                | アストロイド／エンジェラ（宇宙機人／耶潔拉，奧村夏未飾） ハートスキー型UFO（心型幽浮）                                 | 武上純希   | 原田昌樹   |
| 2006/6/18  | 24   | 空中大決戦! （空中大決戰！）                                     | アストロイドⅡ （宇宙機人Ⅱ） ハートスキー型UFO（心型幽浮）                                                              | 武上純希   | 原田昌樹   |
| 2006/6/25  | 25   | 大魔王の卵 （大魔王之卵）                                        | 再生魔獣ビヨンダーク（再生魔獸比翁塔克） 再生魔獣メガノーマ（再生魔獸百萬啞鈴） 再生魔獣エドノイド（再生魔獸艾德依多） | 豬爪慎一   | 原田昌樹   |
| 2006/7/2   | 26   | SHOTスペシャル講習!優勝者は誰だ （SHOT特別研習！優勝會是誰呢？） | － | 豬爪慎一   | 岡秀樹     |
| 2006/7/9   | 27   | パワーアップ!マグナリュウガンオー!! （威力提升！麥格龍鎗王！）   | 魔物バチャル（幻像魔物巴吉兒）                                                                                         | 武上純希   | 清水厚     |
| 2006/7/16  | 28   | 機械じかけの心 （機械之心）                                      | 魔的アンドロイド・ジャーマロイド（魔物機器人．邪機人） ジャマンガ電波搭（邪礙者電波塔）                                | 川崎裕之   | 清水厚     |
| 2006/7/23  | 29   | 誕生!ゴッドリュウケンドー!! （誕生！王神龍劍王！）               | 魔獣グレムゴブリン（狂暴魔獸克里哥布林）                                                                               | 大西信介   | 原田昌樹   |
| 2006/7/30  | 30   | 迷いのトンネル （隧道迷途）                                      | 魔物メイズローム（精神魔物瑪佐那姆）                                                                                   | 大西信介   | 原田昌樹   |
| 2006/8/6   | 31   | あけぼの町最大の事件! （曙市的最大事件！）                       | － | 武上純希   | 野間詳令   |
| 2006/8/13  | 32   | 白波おおいに笑う （白波微微地笑）                                | 魔獣ジャマインド（情感魔獸加馬伊多）                                                                                   | 豬爪慎一   | 野間詳令   |
| 2006/8/20  | 33   | 三位一体!リュウジンオーの新たな力 （三位一體！龍神王的新力量）   | 魔物フェイスシーフ（假面魔物面具鬼怪）                                                                                 | 豬爪慎一   | 清水厚     |
| 2006/8/27  | 34   | 世界最大のアンブレラ （世界最大的傘）                            | 魔物アンブレラ（雨傘魔物怪傘）                                                                                         | 武上純希   | 清水厚     |
| 2006/9/3   | 35   | 狙われたあけぼのステージ （曙市舞台被盯上了）                    | － | 豬爪慎一   | 原田昌樹   |
| 2006/9/10  | 36   | 戦う幽霊 （戰鬥的幽靈）                                          | 魔獣マコード（反射魔獸馬可多）                                                                                         | 川崎裕之   | 原田昌樹   |
| 2006/9/17  | 37   | 幸福の黄色いリング （幸福的黃色戒指）                            | － | 武上純希   | 宮坂武志   |
| 2006/9/24  | 38   | SHOT基地を救え! （拯救SHOT基地！）                               | － | 豬爪慎一   | 宮坂武志   |
| 2006/10/1  | 39   | 光の翼が星に舞う （光之翼飛向星辰）                              | 魔法衛星グレンスター（魔法衛星忌憚星）                                                                                 | 川崎裕之   | 野間詳令   |
| 2006/10/8  | 40   | 史上最悪の作戦!? （史上最糟糕的作戰!?）                          | 魔獣ネマノン（模仿魔獸雷馬諾）                                                                                         | 深月琴之介 | 大道寺俊典 |
| 2006/10/15 | 41   | 人形になったリュウジンオー （變成玩偶的龍神王）                  | － | 大西信介   | 岩本晶     |
| 2006/10/22 | 42   | 魔法のレシピ （魔法的食譜）                                      | 魔法鍋（魔法鍋） | 豬爪慎一   | 辻野正人   |
| 2006/10/29 | 43   | わたしのヒーロー （我的英雄）                                    | 移動要塞マジューキ（移動要塞馬休奇）                                                                                   | 川崎裕之   | 辻野正人   |
| 2006/11/5  | 44   | 閉ざされたあけぼの町 （被封閉的曙市）                            | － | 大西信介   | 原田昌樹   |
| 2006/11/5  | 45   | ジャマンガ幹部総登場!頂上作戦 （邪礙者幹部總進擊！極限決戰）     | ツカイマスター（遣使魔人） シノビ遣い魔（忍遣使魔）                                                                    | 武上純希   | 辻野正人   |
| 2006/11/19 | 46   | 四人目の標的 （第四個目標）                                      | ガンナーロイド（機械魔獸狙擊機魔） ツカイマスター（遣使魔人） シノビ遣い魔（忍遣使魔）                                 | 川崎裕之   | 岩本晶     |
| 2006/11/26 | 47   | 謎の龍戦士 （神秘的龍戰士）                                      | － | 豬爪慎一   | 岩本晶     |
| 2006/12/3  | 48   | 究極武装!アルティメットリュウケンドー! （究極武裝！究極龍劍王）  | － | 武上純希   | 辻野正人   |
| 2006/12/10 | 49   | 大魔王復活!終りなき戦い （大魔王復活！無盡的戰鬥）               | 大魔王グレンゴースト（大魔王幽綠魔魂－幼蟲體／核／等身體） ツカイマスター（遣使魔人） シノビ遣い魔（忍遣使魔）         | 川崎裕之   | 辻野正人   |
| 2006/12/17 | 50   | 未来をひらく鍵 （開啟未來的鑰匙）                                | 大魔王グレンゴースト（大魔王幽綠魔魂－等身體／最終型態）                                                               | 豬爪慎一   | 辻野正人   |
| 2006/12/24 | 51   | 黒い月夜のクリスマス （黑色月夜的聖誕節）                        | － | 大西信介   | 原田昌樹   |
| 2006/12/31 | 52   | さらば魔弾戦士! （再見了，魔彈戰士！）                           | 黒い魔獣（黑色魔獸－加馬伊多、古卡斯、馬可多、雷馬諾）                                                                 | 武上純希   | 原田昌樹   |

## 製作人員
- 原作 - 廣井王子、平雄一郎、吉田剛、森内讓
- 執行製片 - 竹川洋志、黑田徹
- 製片 - 鈴木勇人（愛知電視台）、中嶋等（松竹）
- 監督 - 原田昌樹、川崎郷太、辻野正人、清水厚、野間詳令、宮坂武志、大道寺俊典、岩本晶、岡秀樹
- 系列構成 - 武上純希、猪爪慎一
- 腳本 - 武上純希、猪爪慎一、川崎裕之、大西信介、岡野勇氣、深月琴之介
- 動作監督 - 大道寺俊典（劍武會）
- VFX管理 - 田口健太郎（白組）
- VFX製作 - 白組
- VFX製作協力 - TERABYTE inc.
- 音楽 - 大島ミチル
- 敵方角色設計 - 雨宮慶太
- OP・ED演出 - 須永秀明
- 撮影 - 木所寛、鍋島淳裕、菊池亘、Teamライジン
- 技術協力 - オムニバスジャパン
- 工作室 - 日活撮影所
- 機車協力 - 山葉
- 企劃協力 - レッド・エンタテインメント
- 製作製片 - 松竹、ドッグシュガー
- 製作 - テレビ愛知、ウィーヴ、「魔弾戦記リュウケンドー」製作委員会